# Jarlshof
Jarlshof er det bedst kendte forhistoriske arkæologiske sted på Shetlandsøerne i Skotland. Det ligger i Sumburgh på Mainland, Shetland og er blevet beskrevet som "et af de mest bemærkelsesværdige arkæologiske steder, der nogensinde er udgravet på De Britiske Øer." Det indeholder ruin og spor af bebyggelse, der strækker sig fra omkring 2500 f.v.t til det 1600-tallet.
Bosættelser fra bronzealderen har efterladt spor af flere små ovale huse med tykke stenmure og forskellige artefakter, herunder en dekoreret knoglegenstand. Ruinerne fra jernalderen inkluderer flere forskellige typer bygninger, herunder en broch (et tårn) og en forsvarsmur omkring stedet. Fra den Piktiske periode stammer forskellige kunstværker, herunder en bemalet sten og en billedsten. Ruinerne fra vikingetiden udgør det største synlige kompleks i hele Storbritannien og inkluderer et langhus; udgravninger har påvist talrige redskaber og givet et detaljeret indblik i livet på Shetland i denne periode. De mest synlige strukturer på stedet er murene fra det skotske befæstede herresæde fra senmiddelalderen. Walter Scott besøgte stedet i 1814, og han fandt på navnet "Jarlshof", og det optræder i hans roman Piraten fra 1821.
Stedet drives af Historic Scotland og er åbent året rundt med længere åbningstider fra april til september. I 2012 blev Jarlshof, Mousa og Old Scatness tilføjet til Storbritanniens foreløbige liste over foreslåede verdensarvssteder under navnet "Zenith of Iron Age Shetland."